# Дембувко-Нове
Дембувко-Нове (пол. Dębówko Nowe, нім. Eichenhagen) — село в Польщі, у гміні Білосліве Пільського повіту Великопольського воєводства.
Населення — 206 осіб (2011).
У 1975-1998 роках село належало до Пільського воєводства.

## Демографія
Демографічна структура станом на 31 березня 2011 року:
|          | Загалом | Допрацездатний вік | Працездатний вік | Постпрацездатний вік |
| -------- | ------- | ------------------ | ---------------- | -------------------- |
| Чоловіки | 105     | 25                 | 67               | 13                   |
| Жінки    | 101     | 21                 | 61               | 19                   |
| Разом    | 206     | 46                 | 128              | 32                   |